# Alvèrnia-Roine-Alps
Alvèrnia-Roine-Alps (Auvergne-Rhône-Alpes en francès; Auvèrnhe Ròse Aups en occità; Ôvèrgne-Rôno-Arpes en francoprovençal) és una de les 13 regions de la França europea creada l'1 de gener de 2016, que comprèn la Metròpoli de Lió i 12 departaments. Resulta de la fusió de les antigues regions d'Alvèrnia i de Roine-Alps; el nom d'Alvèrnia-Roine-Alps és oficial des del 28 de setembre de 2016 i efectiu des del 30 de setembre del mateix any.

## Geografia
Alvèrnia-Roine-Alps limita amb les regions franceses de Borgonya - Franc Comtat, Centre – Vall del Loira, Nova Aquitània, Occitània i Provença – Alps – Costa Blava. Així mateix, limita amb Itàlia i Suïssa.

### Metròpoli
- Metròpoli de Lió (69M)

### Departaments
- Ain (01)
- Alier (03)
- Alt Loira (43)
- Alta Savoia (74)
- Ardecha (07)
- Cantal (15)
- Droma (26)
- Isèra (38)
- Loira (42)
- Puèi Domat (63)
- Roine (69D)
- Savoia (73)

## Població

### Demografia
Alvèrnia-Roine-Alps és la segona regió més poblada de França, per darrere de l'Illa de França. El repartiment de la població sobre el territori és força desigual. Gairebé la meitat de la població viu a les tres principals àrees urbanes (Lió, Grenoble i Saint-Étienne), mentre que els departaments meridionals són poc poblats, com és el cas del departament d'Ardecha, amb només 330.000 habitants. La població regional coneix actualment un creixement sostingut.

## Economia
L'economia de la regió és una de les més dinàmiques de França. Pel que fa al sector secundari, a l'àrea metropolitana de Lió s'hi concentren la indústria tèxtil, la mecànica, la farmacèutica i la química. Per la seva banda, la conurbació de Grenoble està especialitzada en electrònica i microtecnologia. Així mateix, al municipi de Pèiralata (Droma), es troba una de les factories d'enriquiment d'urani més importants del món.
La regió també destaca pel turisme, especialment pels seus balnearis i per les seves estacions d'esquí.

## Política
El Conseil regional és l'assemblea deliberant, integrat per 204 membres electes per un mandat de sis anys. El president de la regió és Laurent Wauquiez, que ocupa aquest càrrec des del 2016.